# Pulumsibac
Pulumsibac es una localidad del municipio de Mitontic ubicado en la región de Los Altos del estado mexicano de Chiapas.

## Geografía
La localidad se ubica a 1.7 kilómetros (en dirección noreste) de la localidad de Mitontic, la cabecera del municipio. Se sitúa en las coordenadas geográficas 16°52′31″N 92°32′22″O / 16.875278, -92.539444, a una elevación de 1,922 metros sobre el nivel del mar.

## Demografía
Según el Conteo de Población y Vivienda 2020, efectuado por el Instituto Nacional de Estadística y Geografía, la localidad de Pulumsibac tiene 746 habitantes, de los cuales 363 son del sexo masculino y 383 del sexo femenino. Su tasa de fecundidad es de 3.04 hijos por mujer y tiene 158 viviendas particulares habitadas.
| Gráfica de evolución demográfica de Pulumsibac entre 1910 y 2020 |
|                                                                  |
| INEGI.                                                           |